# Димитър Иванов (химик)
Вижте пояснителната страница за други личности с името Димитър Иванов.
 Тази статия е за българския химик.  За други хора на име Димитър Иванов вижте Димитър Иванов.  За други хора на име Димитър Попов вижте Димитър Попов.
Димитър Иванов Попов е български химик-органик, академик (1961), професор (1937).
Въвежда полифункционални органомагнезиеви и органолитиеви съединения в органичния синтез, известни като „реактиви на Иванов“. Разработва методи за получаване на органични β-хидроксикиселини – Реакция на Иванов (1931). Работи и върху етеричните масла.

## Биография
Димитър Иванов Попов (известен като академик Димитър Иванов) е роден на 13/26 октомври 1894 г. в село Макоцево, Софийско. Той е първото дете на поп Иван Стоянов и Мария Ив. Цонейска, които са имали още двама сина и една дъщеря.
След завършване на началното училище в Макоцево Д. Иванов учи в реалния отдел на I Софийска мъжка гимназия. Тук той е най-добрият ученик в класа, но не изпитва специално увлечение към никой от учебните предмети. Иванов не мисли да се готви за офицер или адвокат. Записва се студент по математика, обаче още на първите учебни занятия започва да съжалява за това свое решение. Той разбира всичко, което се преподава, но то не го удовлетворява, сухите математически знания не са му присърце. Съвсем случайно той узнава, че Министерството на народното просвещение е обявило конкурсна стипендия за следване на химия в чужбина. Решил да участва в конкурса, Иванов купува необходимите му учебни пособия и заминава на село. Тук той се уединява в отделна стая и в продължение на около три месеца се готви усилено за конкурсния изпит. Насочва се към Лион, защото развитата там текстилна промишленост се нуждае от багрила, а тяхното получаване и практическо приложение е предмет на химията. В Лион Д. Иванов започва следването си като студент във Факултета на науките, но скоро се премества в Института по индустриална химия, понеже там химията се изучава по-разширено. През лятото на 1915 г. Д. Иванов е в Немска Швейцария – град Берн. Дошъл е тук да учи немски език – езикът, на който по онова време и до Втората световна война се издава почти цялата научна химична литература.
Влизането на България в Първата световна война прекъсва следването на Иванов. По силата на обявената мобилизация той трябва да се завърне в отечеството си. Докато служи при военните, той успява най-редовно да слуша лекциите на проф. Захари Караогланов, понеже във Франция лекции по аналитична химия не се четели. След края на военната си служба Д. Иванов взема участие във войната като подпоручик в пионерна част. След войната Д. Иванов няма възможност да продължи следването си във Франция. Изход от това положение той намира, като се записва студент по химия в Софийския университет. За две години се дипломира, по собствено желание полага и изпитите, взети в Лион, и заема предложеното му от проф. З. Караогланов асистентско място при Катедрата по аналитична химия.
Година след постъпването му в катедрата обаче се появява възможност да учи отново във Франция. През пролетта на 1921 г. френското правителство отпуска за Софийския университет девет стипендии във френски университети за завършили висше образование. Една от стипендиите е по химия и тя е дадена на Д. Иванов. Приет за студент последна година в университета в гр. Нанси, Иванов завършва учебната година с полагане на съответните изпити и получава диплом за инженер-химик. А тъй като му е отпусната стипендия за още една година, изработва и докторска дисертация при проф. Густав Вавон. Като стипендиант за трета година в Нанси Иванов участва в подготовката по физика и химия на студентите химици от последния курс, а в свободното си време работи в лабораторията по свои теми, главно по реакции с органомагнезиеви съединения. В Нанси е приет за член на Френското химическо дружество.
След завръщането си в България Д. Иванов поема работата си на асистент по аналитична химия, но продължава да провежда изследвания в областта на органичната химия. В началото на 1926 г. той е избран за редовен доцент в Катедрата по органична химия. Рецензентите по конкурса, професорите Пенчо Райков и Асен Златаров, оценяват високо научните му трудове. На 24 април 1926 г. Д. Иванов изнася встъпителната си лекция като доцент на тема „Катализа и приложението ѝ в органичната химия“. През учебната 1926 – 1927 г. Д. Иванов е пак във Франция – този път като стипендиант на Рокфелеровата фондация. Сега той отива в Лион – при Виктор Гриняр (Victor Grignard), откривателя на органомагнезиевите съединения, вече носител на Нобелова награда за химия. Гриняр вече познава изследванията на Иванов с органомагнезиеви съединения и се отзовава много любезно на молбата му да го приеме в своята изследователска лаборатория.
През 1929 г. Д. Иванов е повишен в извънреден професор, а през 1935 г. участва заедно с проф. Асен Златаров в обявения след пенсионирането на проф. Пенчо Райков конкурс за професор – титуляр на Катедрата по органична химия. Конкурсът спечелва Златаров, който обаче скоро (през декември 1936 г.) почива. През 1937 г. за професор – титуляр на Катедрата по органична химия е избран Димитър Иванов. Той оглавява катедрата до 1962 г., когато излиза в пенсия поради навършване на пределна възраст.
През 1948 г. Д. Иванов е избран за член-кореспондент на Българската академия на науките, а през 1961 г. – за редовен член на Академията.
През периода 1962 – 1972 г. Д. Иванов завежда секцията „Органичен синтез“ в Института по органична химия на БАН. През 1958 г. той е приет за член на Германското химическо дружество в ГДР, а през 1972 г. – за почетен член на Френското химическо дружество, член на което е от 1924 г. Д. Иванов умира в София на 25 октомври 1975 г., навършил 81 години.

## Преподавателска дейност
Преподавателската си дейност Димитър Иванов започва още като доцент с четенето на монографични курсове за студентите химици, напр. по катализ в органичната химия, органомагнезиеви съединения, въглехидрати, алкалоиди, гликозиди, теории в органичната химия. Поемайки четенето на основния курс по органична химия, след оттеглянето на проф. Пенчо Райков, Д. Иванов осъвременява значително съдържанието му – доближава го до най-новите за времето си международно известни курсове, като този на Паул Карер. За първи път са въведени пръстенните формули на въглехидратите, съкратено е разглеждането на синтетичните багрила, отразени са по-широко успехите по изучаването на природните органични вещества, дадени са сведения за по-важните във физиологично отношение съединения. Както може да се види при сравняване на седемте издания на учебника му, той винаги прави налагащите се от развитието на науката промени в лекциите си. Като лектор Д. Иванов излага научните факти строго и плътно, без излишни подробности, подчертавайки общите закономерности при конкретните химични превръщания. Не може да се отмине високата му взискателност към студентите. За да вземат изпита си, те трябваше да покажат задоволителни знания по целия учебен материал.

## Изследователска дейност
Първите си научни изследвания Д. Иванов извършва в Нанси – там изработва докторската си дисертация. Темата е актуален за времето си въпрос – пространственото пречене при каталитично хидрогениране. Дисертацията е единственият труд, който Д. Иванов изработва под ръководство. Още в Нанси той започва самостоятелни изследвания по проблеми на синтетичната органична химия. Плод на тези изследвания са две научни съобщения в Бюлетина на Френското химическо дружество: върху кондензация на фурфурол с мастни алдехиди, и върху получаването на карбоксилни киселини от органомагнезиеви съединения. Работата по синтеза на карбоксилни киселини от органомагнезиеви съединения е начало на трайно ориентиране на Д. Иванов към областта на тези съединения. Преди специализацията си при В. Гриняр той изучава подробно влиянието на различни фактори върху окислението на арилмагнезиевите халогениди до феноли. Като автор вече на две публикации върху органомагнезиеви съединения, Д. Иванов пристига при Гриняр със свои идеи за научна работа. Особено силно го привлича нерешеният дотогава проблем за строежа на гриняровите реактиви. Имайки предвид, че в природата съществува стремеж към симетричност, Иванов е по-склонен да приеме симетричната структура. Получените от него резултати потвърдили това очакване и Гриняр, който следи отблизо изследването, препоръчва на Иванов научно съобщение за докладите на Френската академия на науките със забележката, че резултатите на Иванов са интересни и че те наистина се дължат на симетричната форма. Този жест на Гриняр – да препоръча за публикуване работа, която не подкрепя неговото схващане за строежа на органомагнезиевите съединения, – прави силно впечатление на Д. Иванов и той неведнъж изказва своето възхищение от постъпката на големия френски учен. В своите „Спомени“ пише: „С това той ми даде пример на толерантно отношение към младите, което трябва да следвам“. Димитър Иванов заедно с Александър Спасов изучава отнасянето на продукта от взаимодействието на хлоромагнезиевия фенилацетат (C6H5CH2COOMgCl) с етилмагнезиев бромид (C2H5MgBr) спрямо въглероден диоксид. Подобно на обикновените органомагнезиеви съединения така се образува едно сложно органомагнезиево съединение, което се карбоксилира и след подкисляване дава фенилмалонова киселина C6H5-CH(COOH)2. Така двамата изследователи откриват първия представител на нов тип органомагнезиеви съединения, наречени по-късно полифункционални органомагнезиеви съединения, а през 1952 г. американският учен Ф. Блике им дава наименованието „реактиви на Иванов“. Днес това наименование е широко възприето.
Заедно с Н. Николов през 1932 г. Д. Иванов разширява метода с цел получаване на β-хидроксикиселини, като синтезира редица 3-заместени 2-фенил-3-хидроксипропанови киселини чрез взаимодействие на α-халогеномагнезий натриев фенилацетат с алдехиди. След като поема ръководството на Катедрата по органична химия Д. Иванов продължава и разширява изследванията си върху полифункционалните органомагнезиеви съединения, като паралелно работи и по други проблеми. През периода 1940 – 1950 г. преднина в научното му творчество вземат обширните изследвания върху структурата на дипопинакона и неговите производни.
През 1951 г. Д. Иванов с колектив от Химическия институт на БАН решава две задачи, свързани с производството: количествено определяне на маслото в розовия цвят и изработване на метод за определяне на края на дестилацията при добиването му. По-важните резултати от изследванията, извършени от групата на Д. Иванов, включваща асистентите Христо Иванов, Илия Огнянов и Николай Мареков, са следните: откриват редица нови компоненти на розовото масло – алдехиди и свободни алкохоли, също свободни и свързани оцетна и валерианова киселини. Проведени са начални изследвания върху състава на българското здравецово, лавандулово и редица други масла. На всички международни конгреси по етерични масла Д. Иванов е авторитетен представител на България и неговите доклади се оценяват високо.

## Памет
На Димитър Иванов е наречена улица „Академик Димитър Попов“ в квартал „Манастирски ливади“ в София (Карта).

## Награди
- Лауреат на Френската академия на науките (1932 г.) и на наградата „Хузо“ (Houzeau).
- Орден „Св. Александър“ V ст. (1939 г.)
- Димитровска награда II ст. (1959 г.)
- Орден „Кирил и Методий“ I ст. (1970 г.)